# Jean-François Payen (1800-1870)
Pour les articles homonymes, voir Jean-François Payen et Payen.
Jean-François Payen, né le 24 juillet 1800 à Paris et mort le 7 février 1870 dans la même ville, est un médecin et érudit français.

## Biographie
Jean-François Payen est né le 24 juillet 1800 à Paris.
Il passe presque toute sa vie à collectionner les ouvrages sur les eaux minérales et à rassembler tous types de documents sur Montaigne : autographes, livres, gravures, portraits, bustes, etc. La collection de livres, brochures, journaux, etc., concernant Montaigne, qu'il a réuni, se trouve à la Bibliothèque nationale.
Citons de lui : Notice bibliographique sur Montaigne (Paris, 1837,in-8), avec un premier supplément en 1837, un autre en 1860 Documents inédits ou peu connus sur Montaigne (Paris, 1847, in-8) ; Nouveaux documents... (Paris, 1850, in-8) ; Documents inédits sur Montaigne ; Ephémérides, lettres... (Paris, 1853, in-8) ; Recherches sur Montaigne (Paris, 1856, in-8) ; Note bibliographique sur Etienne de La Boétie (Paris, 1846) Notice bio-bibliographique sur La Boétie... (Paris, 1853, in-8) et d'autres brochures sur Montaigne, sur les eaux minérales, etc. 
Il apporte son concours au Bulletin du Bibliophile, que le libraire-éditeur Joseph Techener avait fondé avec Charles Nodier en 1834.
Jean-François Payen meurt le 7 février 1870 dans sa ville natale.